# Dinteloord

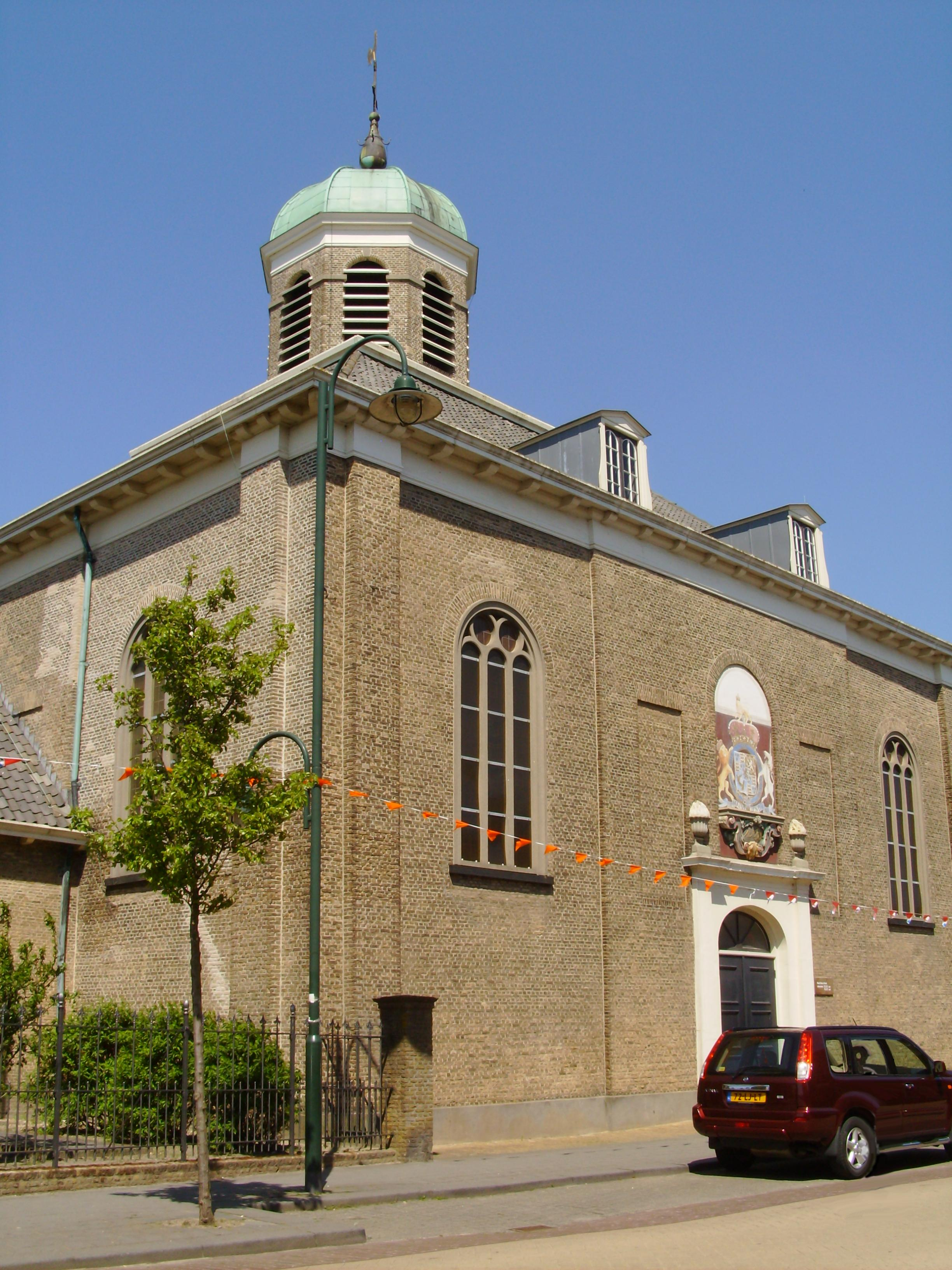
Hervormde kerk uit 1694

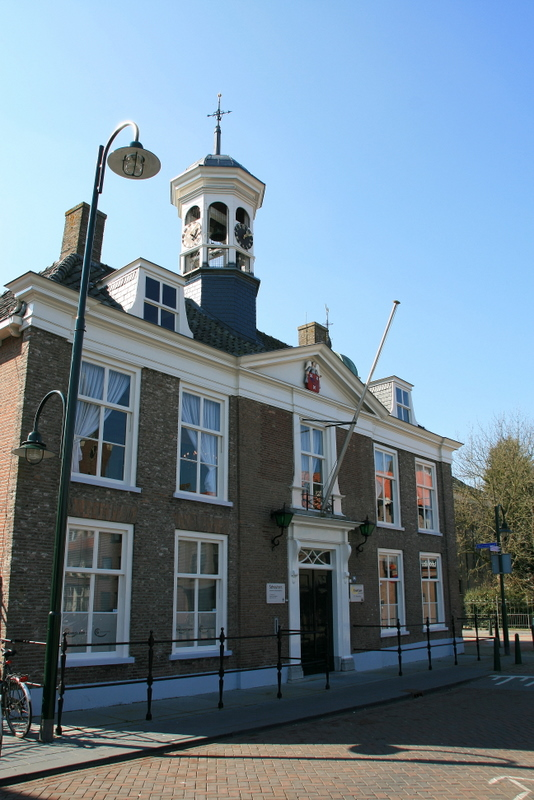
Raadhuis

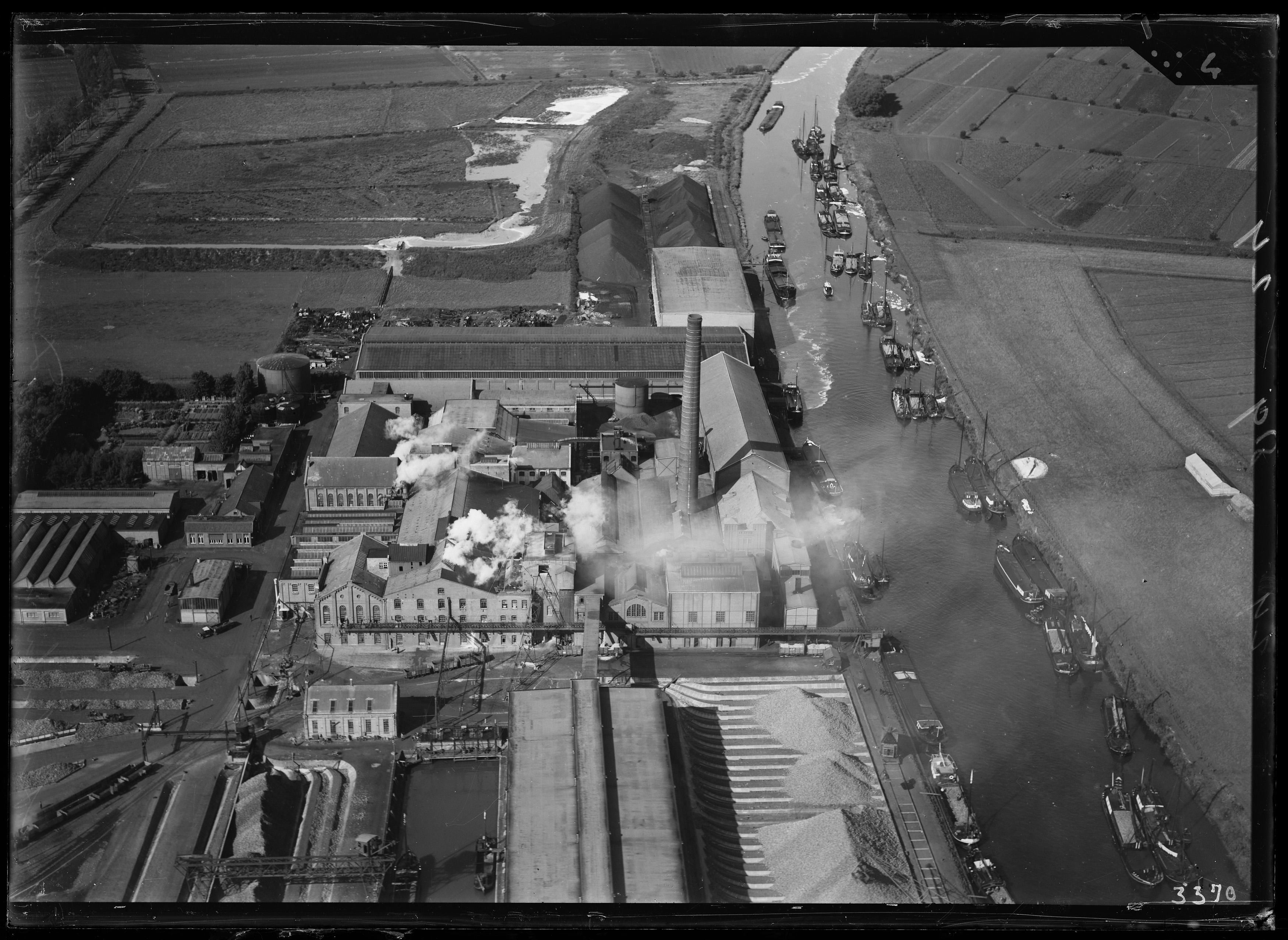
Luchtfoto van de suikerfabriek te Dinteloord (1920-1940).

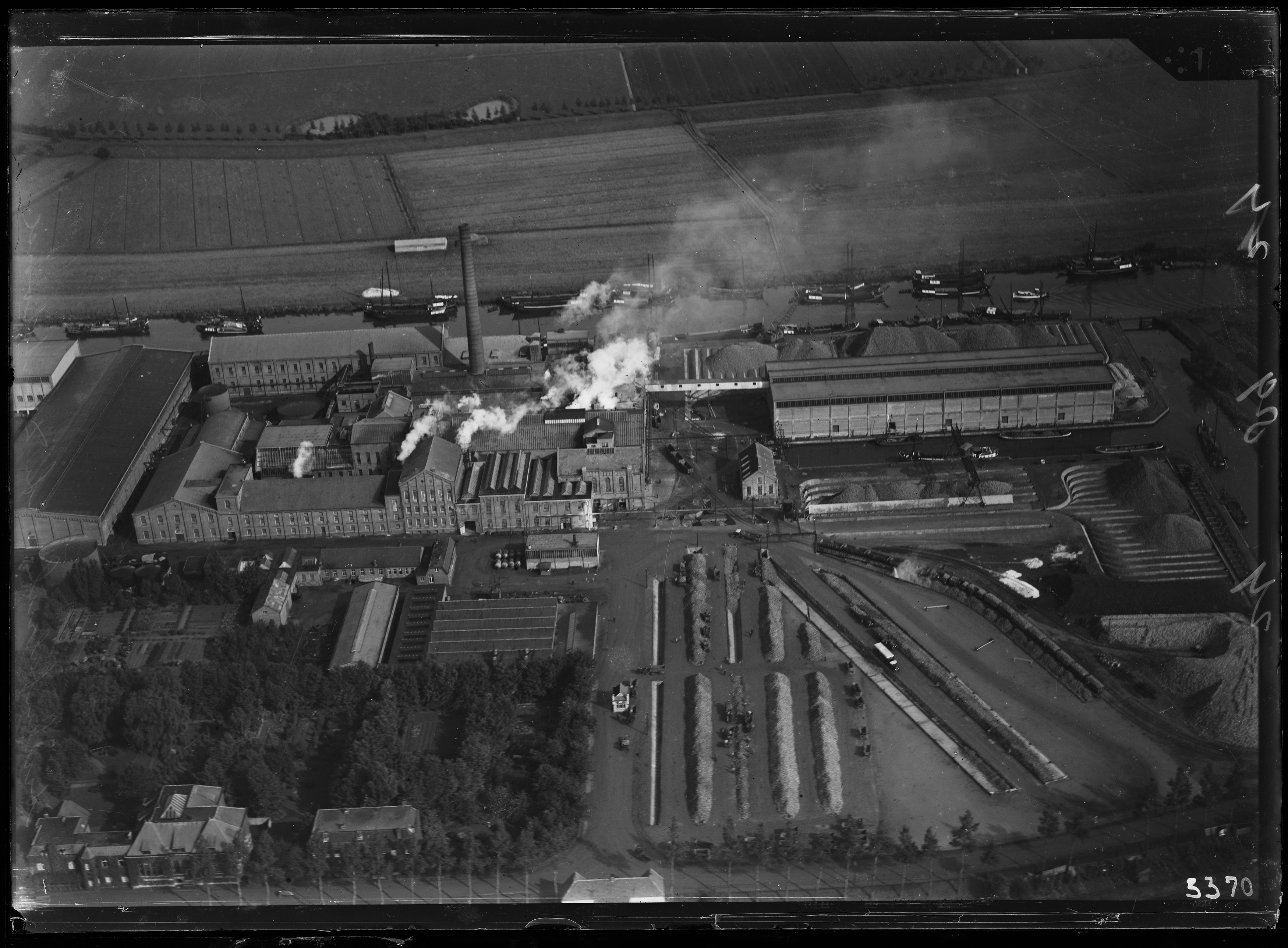
Luchtfoto van de suikerfabriek te Dinteloord (1920-1940).

Dinteloord is een dorp  in de Nederlandse provincie Noord-Brabant gelegen in de gemeente Steenbergen.

## Ligging
Dinteloord ligt tussen Willemstad en Steenbergen. Dichtbijgelegen steden zijn: Roosendaal, Zevenbergen en Bergen op Zoom.
Nabijgelegen kernen zijn De Heen, Stampersgat, Heijningen.

## Etymologie
De eerste vermelding van le village de Dindeloort stamt uit 1604, een jaar voor de stichting van het dorp. De naam betekent uiteraard: plaats aan de Dintel.

## Geschiedenis
De geschiedenis van Dinteloord begint kort na de inpoldering van het Prinsenland (ruwweg het gebied tussen de rivieren Vliet en Dintel) in het jaar 1605 en aangenomen wordt dat de stichting van Dinteloord kort hierna heeft plaatsgevonden, waardoor in 2005 het 400-jarig jubileum werd gevierd.
Voor de inpoldering behoorde het gebied waar Dinteloord op werd gesticht toe aan de Heerlijkheid Steenbergen, maar nadat de Heer van Steenbergen, Filips Willem van Oranje, het oostelijk veengebied liet inpolderen werd dit in 1606 verheven tot een zelfstandige heerlijkheid genaamd 'Prinsenland'. Waardoor het van 1606 tot 1997 (het jaar waarin de gemeentelijke herindeling plaatsvond en de gemeente Dinteloord en Prinsenland opging in de gemeente Steenbergen) een zelfstandige bestuurlijke eenheid vormde.
Dinteloord is een gepland dorp, en is gebaseerd op een plattegrond die in de 16e eeuw na droogleggingen op Overflakkee werd ontwikkeld. Dinteloord is hierin niet uniek, ook Willemstad, Fijnaart, Klundert en Standdaarbuiten (plaatsen die allemaal in de Westhoek liggen) zijn gebaseerd op dit dorpstype. Dit type wordt, net als de wegen in de omringende polder, gekenmerkt door een schaakbordpatroon met daarin een lange voorstraat parallel lopend aan een kreek. In het geval van Dinteloord is een deel van deze kreek nu gedempt, hier bevindt zich nu het Raadhuisplein. De oorspronkelijke begrenzing van Dinteloord werd gevormd door de Stoofdijk, de Westerstraat, Oosterstraat en het Zuideinde.
De eerste bewoners van Dinteloord en de omliggende polder waren voornamelijk protestantse boeren afkomstig uit Zuid-Holland en de Zeeuwse eilanden, waardoor het plaatselijk dialect van Dinteloord en omstreken (het Westhoeks) niet Brabants maar Hollands is.
Tijdens de Tachtigjarige Oorlog wordt Dinteloord een aantal keer bezet door Spaanse troepen, maar meestal betrof het hier legers die de nabijgelegen vestingen van Steenbergen en Willemstad poogden in te nemen. Na de Vrede van Münster is er door de inwoners geprobeerd om een kerk te bouwen, waar men door een gebrek aan financiële middelen pas in 1694, na ingrijpen van Willem III, in slaagt.
De landbouwopbrengsten in Dinteloord, gebouwd op vruchtbare kleigronden, zijn hoog waardoor de agrarische sector sterk groeit. Hierbij domineerde in de 18e eeuw de teelt van meekrap en in de 19e en 20e eeuw de productie van suikerbieten. Van dit laatste getuigt ook de aanwezigheid van de Cosun Beet Company voorheen bekend als de Suiker Unie-Suikerfabriek, de grootste in zijn soort binnen Europa.
In 1918 richtte Dinteloord, samen met Fijnaart, Hooge- en Lage Zwaluwe, Oudenbosch, Terheijden, Willemstad en Zevenbergen de Waterleiding-Maatschappij "Noord-Brabant" op, en in 1921 sloten zich 15 gemeenten hierbij aan. In 1921 werd begonnen met de aanleg van het leidingennet. Hiervoor werden pompstations en watertorens gebouwd en watergevende putten geboord. De watertoren van Dinteloord en Kaatsheuvel waren in 1925 klaar en waren identiek, net als de in 1921 gebouwde torens van Zevenbergen en Steenbergen, die 42,75 meter hoog waren. Alle watertorens die toen gebouwd werden waren ontworpen door Hendrik Sangster. De watertoren van Dinteloord werd in november 1944 verwoest.
Tijdens de Tweede Wereldoorlog werd Dinteloord op 4 november 1944, 5 dagen voor de bevrijding van het dorp, gebombardeerd door de geallieerden in een poging om observatieposten van de Duitse bezetter te verwoesten, waarbij tientallen doden vielen. Op het Raadhuisplein staat ter herdenking aan alle oorlogsslachtoffers (55 in totaal) een bronzen herdenkingsmonument bestaande uit een rouwend gezin dat een kind verloren heeft maar toch naar de toekomst moet kijken.
Na de oorlog breidt het dorp zich gestaag uit in oostelijke en westelijke richting, waaronder met het industrieterrein de Molenkreek, en wordt het in de jaren 70 aangesloten op de Rijksweg A4.

## Bezienswaardigheden
Dinteloord is een voorstraatdorp, waarbij aan weerszijden van een bestaande kreek een voorstraat werd geprojecteerd (Ooster- en Westervoorstraat), en daarachter parallel ermee een achterstraat (Ooster- en Westerstraat). In later jaren werd de kreek echter gedempt. Ook de verwoesting in 1944 heeft zijn sporen achtergelaten. Toch is de oorspronkelijke structuur van het dorp nog zichtbaar. De belangrijkste bezienswaardigheden zijn:
- De Hervormde kerk, aan Westvoorstraat 26, een bouwwerk uit 1693.
- Het raadhuis, aan Westvoorstraat 1, is een rechthoekig gebouw met een neoclassicistische voorgevel, die uit 1830 stamt en werd ontworpen door C. Korteweg. Het aanbrengen van de voorgevel was onderdeel van de verbouwing van een achterliggend, mogelijk 18e-eeuws huis.
- De Sjaloomkerk aan de Steenbergseweg 2 is een gereformeerde kerk uit 1950, ontworpen door Egbert Reitsma en L.H. Reitsma. De kerk is een bakstenen zaalkerk maar ze oogt als een kruiskerk. Ze heeft een lage, vierkantige ingangs toren met een betonnen balustrade en een slanke spits.
- De Maranathakerk aan de Prins Florisstraat 1 is een kerkgebouw van de Gereformeerde Gemeenten. Het gebouw, in modernistische stijl, met schuin aflopende gevels en een zeer slanke spits, stamt uit 1982.
- De kerk van de Gereformeerde Gemeenten in Nederland (buiten verband) aan de Wilhelminastraat 20 is een bakstenen gebouw uit 1930, waar tot 1953 de Gereformeerde Gemeente kerkte. Het is een eenvoudig bakstenen gebouw met zadeldak en een dakruiter, bedekt met leien.
- De Sint-Petrus en Pauluskerk, aan de Westvoorstraat 2, uit 1951.
- Een aantal boerderijen met losstaande schuur, uit de 18e en 19e eeuw, waaronder Noordzeedijk 120, Stoofdijk 66 en Bloemendijk 20. De schuur van de boerderij aan Noordzeedijk 10 is verdwenen.
- De watertoren uit 1925 werd op 2 november 1944 door oorlogsgeweld vernietigd.
- De sluizen bij Dintelsas, uit 1828.
- Oorlogsmonument Dinteloord op het Raadhuisplein, ontwerp van Leon Vermunt, onthuld op 4 mei 1985.
- Rooms Katholieke begraafplaats met een gezamenlijk graf voor veertien burgerslachtoffers.
- Gemeentelijke begraafplaats: oorlogsgraven van Pieter Kamp en Arie Leendert Breure, beiden van de Prinses Irene Brigade, Pieter Saarloos (gesneuveld in Vlaardingen) en Abraham Keijzer (overleden in werkkamp Wittenberg).

## Economie
Hoewel vlak bij Stampersgat gelegen, behoort de in 1908 opgerichte Coöperatieve Suikerfabriek Dinteloord vanouds tot het grondgebied van Dinteloord en is daarmee de grootste industriële onderneming van deze plaats. Het is ook een der grootste suikerfabrieken van Europa en tegenwoordig nog een van de twee overgebleven suikerfabrieken in Nederland. Het levert onder meer keukenstroop.

## Natuur en landschap
Dinteloord wordt omringd door zeekleipolders, waarvan de Oude Prinslandse Polder de grootste is. In het zuiden vindt men de Roosendaalse Vliet en de Steenbergse Vliet en in het noorden de Dintel, terwijl in oostelijke richting het Mark-Vlietkanaal is te vinden. In het noorden en westen ligt het Volkerak, zodat geheel het gebied van Dinteloord door wateren is omgeven. Langs het Volkerak vindt men het natuurgebied de Dintelse Gorzen.
Vooral in de Oude Prinslandse Polder liggen nog een aantal kreekrestanten: de Potmarkreek, de Molenkreek en de Derriekreek.

## Bevolking
Op 1 januari 2023 had Dinteloord 5.905 inwoners.

### Religie
Dinteloord heeft een relatief grote orthodox-protestantse gemeenschap. De hervormde dorpskerk behoort tot de richting van de Gereformeerde Bond. Daarnaast zijn er een kleine Gereformeerde Gemeente en een kleine Gereformeerde Gemeenten in Nederland (buiten verband). De Gereformeerde Gemeente in Nederland (binnen verband) werd in 2006 opgeheven. De plaatselijke gereformeerde kerk is minder traditioneel, waardoor een fusie met de hervormden niet mogelijk bleek. De kerk vormt een protestantse gemeente samen met de gereformeerde kerk in Steenbergen. Naast de verschillende protestantse kerken is er ook de katholieke Petrus- en Paulusparochie. In 1889 vestigden zich de Franciscanessen van Oudenbosch in Dinteloord en verzorgde daar het katholieke onderwijs voor meisjes, en na 1923 ook de wijkverpleging. In 1950 kwam er aan de Westerstraat 4 een nieuw klooster gereed. Na 1970 vertrokken de zusters.

### Bekende (voormalige) inwoners
- Charissa van Dipte, ballroomdanseres
- Bart van Est, wielrenner (wereldkampioen ploegentijdrit 1978)
- Hoyte van Hoytema, cameraman
- Jac Linders, kinderboekenschrijver
- Ariën Pietersma, voetballer
- Wim de Ron, voetballer
- Adri van Staveren, voetballer
- Marijke Wijnmaalen, atlete

## Onderwijs
Dinteloord heeft een drietal basisscholen:
- De Regenboog (openbaar)
- Groen van Prinsterer (protestants)
- Petrus en Paulusschool (katholiek)

## Verenigingen
- Badminton Vereniging Dinteloord
- Voetbalvereniging VV Prinsenland
- Volleybalvereniging VoVerDi
- Zaalvoetbalvereniging Prinsland
- Zaalvoetbalvereniging FC Lattentrappers
- Harmonie Volharding Dinteloord
- HMS Dinteloord
- Stichting Carnaval Peeloofdurp